# Ротацизм
Ротаци́зм (от названия греческой буквы ρ, «ро») — исторический переход какого-либо звука в дрожащий согласный.

## Примеры

### Индоевропейские языки

#### Албанский язык
В тоскском диалекте, лежащем в основе литературного албанского языка, /n/ перешло в /r/, тогда как в гегском диалекте не перешло. Примеры тоскский/гегский:
- zëri / zâni
- gjuri / gjuni
- Shqipëri / Shqypni
- i tretur / i tretun

#### Индоиранские языки
Для индоиранских языков характерен переход [l] > [r], однако если в праиранском этот процесс прошёл последовательно, то для некоторых восточноиндийских диалектов характерно сохранение исконного состояния.
- санскр. सूर्यः (sū́rуаh), авест. hvarə при лат. sōl, др.-греч. ἥλιος, рус. солнце;
- авест. raoχšna «сияющий» при лат. lūna «луна», рус. луна;
- санскр. चक्रः (cakráh), авест. čаχrа- при др.-греч. κύκλος, рус. колесо;
- санскр. श्रवः (śrávah), авест. sravah- при др.-греч. κλέος, рус. слово.
- Особенно заметно в митаннийском арийском:
  - parita(-nnu) при санскр. पलित palitá «серый», рус. пелёсый;
  - pinkara(-nnu) при санскр. पिङ्गल piṅgalá «красно-коричневый».

#### Германские языки
В германских языках ротацизму подвергся звук [z], образовавшийся по закону Вернера из [s]. В разных германских языках ротацизм проявляется по-разному.
Примеры:
- ПИЕ *dʰewsóm > прагерманское *deuzą «животное»; во всех германских языках, где соответствующее слово известно, кроме восточногерманских, прагерманское [z] дает [r]: нем. Tier, швед. djur, англ. deer и т. д., в готском же получилось dius.
- ПИЕ *áyos, *h₂éyos > прагерманское *aiz «бронза, медь, латунь»; во всех германских языках, кроме восточногерманских, исконный звук [z] перешёл в [r]: нем. Erz, нидер. oer, англ. ore, при готском aiz[2].

Остатки архаического ротацизма в германских языках:
- англ. was, но нем. war («был»);
- англ. hare, но нем. Hase («заяц»);
- англ. iron, но нем. Eisen («железо»);
- англ. freeze, но нем. frieren («замерзать»).

##### Английский
- was / were (от древнегерманского *was / *wēzun);
- lose / forlorn (от древнегерманского *liusana / *luzenaz).

#### Италийские языки
В латинском языке [s] в интервокальной позиции (то есть между гласными) перешло в [r] (тогда как интервокальное ss сохранялось после кратких гласных и переходило в s в остальных случаях).
Тем не менее s сохранялось либо восстанавливалось на стыке морфем (как в desilio), или если в следующем слоге было r (как в miser). Известны некоторые отклонения от этих правил: так, в слове soror «сестра» ротацизм осуществился несмотря на r в следующем слоге, а в слове honor (как и в arbor, labor и т. д.) s перешло в r несмотря на то, что стояло в конечной позиции. К началу IV в. до н. э. ротацизм как фонетический закон перестал действовать и с этого времени иностранные заимствования в латинском сохраняют интервокальное s.
Ротацизм мог приводить к чередованиям [s]/[r] в формах или в родственных словах.
Примеры:
- flos («цветок», им. п.) / florem (вин. п.); в архаической латыни было flosem, а не florem — в форме flos ротацизма не было, так как s стояло в конечной позиции, а в форме florem осуществился ротацизм из-за того, что старое s попадало между гласными;
- genus (им. п.) / generis (род. п.) (от *geneses), ср. санскритское janasas или заимствование из греческого лат. genesis;
- corroborare / robustus (глагол происходит от *conrobosase);
- de jure / justus (от de jouse);
- ero / est (ero от eso);
- Valerius < архаич. Valesios (известно по сатриканскому камню);
- iouesat (в надписи Дуэноса) > iūrat «он клянётся»;
- mūs/mūrēs «мышь/мыши» — из *mūs/mūsēs.

В дальнейшем позиция перед r, возникшим по ротацизму, влияла на редукцию кратких гласных. В срединном слоге i перед таким r перешло в e: *capise > capere. Кроме того, сохранялось o перед конечным r, тогда как окончание -os систематически заменилось на -us.
То, что s могло переходить в r, было известно древнеримским грамматикам (через несколько веков после перехода); так, Марк Веррий Флакк писал, что «древние произносили ferias как fesias». Марк Теренций Варрон приводит следующие примеры:
- foedesum > foederum
- plusima > plurima
- meliosem > meliorem
- asenam > arenam

В оскском языке такой ротацизм отсутствовал, тогда как в умбрском ротацизму подвергалось не только интервокальное, но и конечное s.

#### Португальский
В португальском языке звук [l] в ряде случаев перешёл в [r]. Примеры:
- лат. blatta «насекомое, избегающее света» > порт. barata «таракан», но итал. blatta «таракан»;
- лат. obligātus «обязанный» > порт. obrigado «спасибо», но итал. obbligato «заставленный»;
- лат. *blancus «белый» > порт. branco, но фр. blanc.

#### Испанский
В истории испанского языка латинское сочетание -ine- с безударным i могло дать re или bre. После выпадения гласных могли образовываться труднопроизносимые группы согласных с n, и тогда это n позже переходило в r. В этом случае ротацизм был диссимиляцией (расподоблением) n с предшествующим n или m.
Примеры:
- лат. homine(m) > omne > *omre > исп. hombre
- лат. nomine(m) > *nomne > *nomre > исп. nombre
- лат. sanguine(m) > *sangne > исп. sangre

#### Румынский
В румынском языке интервокальные [l] и [n] во многих случаях перешли в [r].
Так, латинское caelum превратилось в румынское cer, а латинское fenestra стало румынским fereastră.

#### Словенский
В словенском языке произошёл переход [ʒ] (ж) в [r]:
- moreš — из možešь
- kdor — из kъtože

### Тюркские языки

#### Чувашский
В чувашском и других булгарских языках ротацизм — соответствие звука [r] общетюркскому [z]:
- хӗр — тюркское кыз.